# Lucio Pedanio Secondo
Lucio Pedanio Secondo (in latino Lucius Pedanius Secundus; ... – 61) è stato un politico romano che ha ricoperto varie cariche nel I secolo: console suffetto, senatore e praefectus urbi.

## Biografia
Nel 43, durante il regno di Claudio, fu console suffetto dalle calende di marzo alle calende di luglio, insieme a Sesto Palpellio Istro. Pedanio Secondo fu il primo senatore delle province spagnole a raggiungere il grado di console dopo l'anomalo mandato di Lucio Cornelio Balbo nel 40 a.C.
Nel 56 fu nominato praefectus urbi da Nerone. Si conoscono pochi dettagli del suo mandato: solo che fu assassinato nel 61 da uno dei suoi schiavi. Il senato, mosso, tra gli altri, da Gaio Cassio Longino, approvò l'esecuzione di tutti i quattrocento schiavi di Pedanio Secondo, secondo il diritto romano; una versione ridotta del discorso di Longino è stata conservata da Tacito. Il popolo chiese il rilascio degli schiavi innocenti, ma Nerone schierò l'esercito romano per impedire alla folla di interrompere le esecuzioni.
I Pedanii avevano le loro radici come coloni romani nella città di Barcino (l'odierna Barcellona) nella Spagna tarraconense. I discendenti di Pedanio Secondo includono una serie di consoli, a cominciare da suo figlio Gneo Pedanio Fusco Salinatore, console nel 61.